# Gammaretrovirus
Гаммаретровирус — род из семейства ретровирусов. Примерами видов являются вирус лейкемии мышей и вирус лейкемии кошек. Они вызывают различные саркомы, лейкемии и иммунодефициты у млекопитающих, рептилий и птиц.

## Введение
Многие эндогенные ретровирусы, тесно связанные с экзогенными гаммаретровирусами, присутствуют в ДНК млекопитающих (включая человека), птиц, рептилий и амфибий. Многие также имеют общий консервативный структурный элемент РНК, называемый ядерным сигналом инкапсуляции.
Вирусы птичьего ретикулоэндотелиоза не являются строго птичьими вирусами — похоже, что вирусы ретикулоэндотелиоза — это вирусы млекопитающих, которые были случайно занесены птицам в 1930-х годах во время исследований малярии.
В качестве потенциального вектора для генной терапии гаммаретровирусы имеют некоторые преимущества перед ВИЧ в качестве лентивирусного вектора. В частности, гаммаретровирусная система упаковки не требует включения каких-либо последовательностей, перекрывающихся с кодирующими последовательностями gag, pol или дополнительных генов.
Гаммаретровирусы имеют широкий спектр последствий для животных. Они были связаны с несколькими заболеваниями, включая рак, особенно лейкемией и лимфомами, различными неврологическими заболеваниями и некоторыми иммунодефицитами у многих различных видов. Гаммаретровирусы похожи на другие ретровирусы и обратно транскрибируют положительную одноцепочечную РНК в двухцепочечную ДНК. Двухцепочечная ДНК очень стабильна и легко интегрируется в геном хозяина. Несколькими примерами вируса являются вирус мышиного лейкоза Молони, ксенотропный вирус, родственный MuLB, вирус лейкемии кошек и вирус саркомы кошек.
Гаммаретровирусы являются очень популярными ретровирусными векторами в лабораторных исследованиях. Эти векторы имеют решающее значение для генной терапии и переноса генов. Причина, по которой они так полезны, заключается в том, что их геномы очень просты и удобны в использовании. Ретровирусы обладают способностью очень хорошо интегрироваться в геномы клеток-хозяев, что обеспечивает долгосрочную экспрессию их генома. Одним из специфических гаммаретровирусов, который обычно используется в качестве ретровирусного вектора, является вирус мышиного лейкоза Молони.
В лабораторных условиях было обнаружено, что специфический гаммаретровирус, называемый вирусом ксенотропного мышиного лейкоза (XMRV), инфицирует ткань рака предстательной железы. XMRV — это рекомбинантный вирус, созданный в результате лабораторной аварии в середине 1990-х годов. Хотя он может инфицировать ткани человека, ни одно известное заболевание не связано с инфекцией, и маловероятно, что он существует вне лабораторий. Предполагаемое открытие XMRV в клетках крови пациентов с синдромом хронической усталости в 2009 году вызвало споры и, в конечном итоге, опровержение. Существовало более 50 линий раковых клеток человека, которые, как утверждалось, были связаны с вирусом, родственным вирусу лейкемии мышей, или вирусом лейкемии мышей. Также было заявлено об открытии мышиных гаммаретровирусов в клеточных линиях рака легких. Хотя было неясно, какую роль эти вирусы играют в развитии рака, считалось, что они наиболее распространены на стадии развития опухоли, ингибируя гены, подавляющие опухоль.

## Вирусная классификация
Гаммаретровирус относится к семейству ретровирусов. Гаммаретровирусы считаются зоонозными вирусами, поскольку они обнаружены у многих различных видов млекопитающих, таких как мыши, кошки, свиньи, приматы, коровы и птицы. Однако летучие мыши являются основным резервуаром для многих гаммаретровирусов. Летучие мыши могут длительное время подвергаться воздействию различных патогенов, не проявляя никаких предупреждающих признаков, что приводит к спорному мнению о том, что летучие мыши обладают способностью вырабатывать иммунитет к вирусам, которые могут нанести вред другим видам. Таким образом, у летучих мышей может быть не один, а несколько типов гаммаретровирусов. Это утверждение подтверждается методом секвенирования транскриптомного профиля и полимеразной цепной реакцией. Исследователи также изучили несколько различных видов летучих мышей, чтобы подтвердить утверждение о том, что летучие мыши являются основным резервуаром гаммаретровирусов. Гаммаретровирусы могут распространяться горизонтально от животного к животному или вертикально от родителей к потомству.
Ещё один резервуар гаммаретровируса был обнаружен в геноме афалин. Считалось, что этот гаммаретровирус, названный Tursiops, усекает эндогенный ретровирус, происходит от существующих эндогенных гаммаретровирусов млекопитающих. Tursiops усекает эндогенный ретровирус. Первоначальная инвазия датируется примерно 10-19 миллионами лет назад и была идентифицирована в эндогенном гаммаретровирусе косатки, который вторгся более 3 миллионов лет назад. В 2009 году ещё один эндогенный гаммаретровирус был обнаружен в одном из видов косаток, а также в геномах девяти других китообразных. Таким образом, геномы гаммаретровирусов присутствуют как у водных, так и у наземных видов млекопитающих.

## Структура

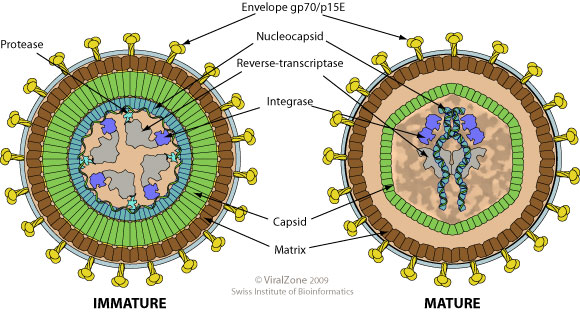
Схематический рисунок: незрелый и зрелый вирионы гаммаретровируса

Гаммаретровирус представляет собой сферический вирион с оболочкой размером от 80 до 100 нм в диаметре. Он содержит нуклеокапсид, обратную транскриптазу, интегразу, капсид, протеазу, оболочечные и поверхностные единицы. Нуклеокапсид представляет собой сборку белков нуклеиновых кислот внутри вирусной частицы, это субструктура вириона. Обратная транскриптаза — это фермент, ответственный за превращение РНК в ДНК во время цикла репликации вириона. Интеграза работает с обратной транскриптазой для преобразования РНК в ДНК. Капсид представляет собой белковую оболочку, которая окружает геном вирусной частицы, его основные функции заключаются в защите и доставке генома в клетку-хозяина. Вирусная оболочка — это мембрана, окружающая вирусный капсид, это липидный бислой, полученный из клетки-хозяина.

## Геном

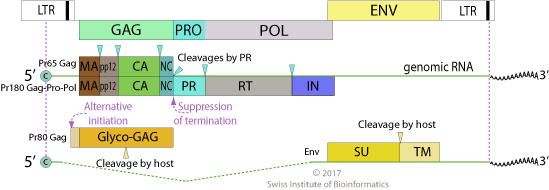
Карта генома гаммаретровируса

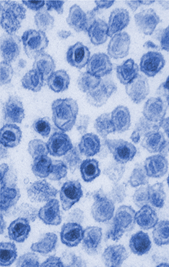
Изображение гаммаретровируса XMRV

Геном гаммаретровируса представляет собой одноцепочечный РНК (+) геном размером примерно 8,3 т.п.н. Он имеет 5'-кэп и 3'-поли-А-хвост и содержит две длинные области концевых повторов на 5'- и 3'-концах. Эти области длинных концевых повторов содержат области U5, R и U3, а также полипуриновый участок на 3'-конце и сайт связывания праймера на 5'-конце. Типичный геном гаммаретровируса содержит ген gag, ген pol и ген env.

## Цикл репликации
Гаммаретровирус будет действовать как паразит, используя клеточные факторы хозяина для доставки генома в ядро клетки хозяина, где они будут использовать клеточный механизм для репликации вирусного генома и продолжения распространения по организму хозяина. Поскольку это одноцепочечная РНК (+) с промежуточным геномом ДНК, она обладает способностью копировать свой геном вирусной РНК непосредственно в мРНК. Вопреки центральной догме биологии, он также обратно транскрибирует свой РНК-геном в ДНК.
Вирион присоединяется к рецепторам клетки-хозяина через гликопротеин SU, затем гликопротеин TM способствует слиянию с клеточной мембраной. Затем вирус начнет снимать оболочку, и линейная двухцепочечная молекула ДНК образуется из одноцепочечного генома РНК (+) посредством обратной транскрипции. Фермент, отвечающий за обратную транскрипцию, называется обратной транскриптазой. Ядерная мембрана хозяина разбирается во время митоза, и двухцепочечная ДНК вируса способна проникать в ядро хозяина. Затем двухцепочечная вирусная ДНК интегрируется в геном клетки-хозяина с помощью вирусной интегразы, фермента, который обеспечивает интеграцию вирусной ДНК в ДНК хозяина. Вирус теперь называют провирусом, что означает, что ДНК гаммаретровируса интегрировалась в геном клетки-хозяина и теперь является матрицей для образования вирусной мРНК и геномной РНК. Двухцепочечная ДНК транскрибируется с помощью Pol II и дает как сплайсированные, так и несплайсированные нити РНК, эти сплайсированные нити РНК покидают ядро клетки-хозяина. Трансляция вирусной РНК без сплайсинга продуцирует полипротеины env, gag и gag-pol. Env становится предшественником полипептида и расщепляется с образованием поверхности связывания рецептора. Затем вирион собирается в мембране клетки-хозяина, а геном вирусной РНК упаковывается. Вирионы отпочковываются от плазматической мембраны и попадают в хозяина. После высвобождения вирионов из клеток-хозяев процесс повторяется на следующей клетке, на которую попадает активная вирусная частица.

## Сопутствующие заболевания и эпидемии
Вспышки гаммаретровируса у коал обычны. Фактически, они были связаны с синдромом иммунодефицита коалы (KIDS), который похож на синдром иммунодефицита человека. Синдром иммунодефицита коалы влияет на иммунную систему различных популяций коал, делая их более склонными к заражению болезнями или диагностированию рака. Подобно ВИЧ, синдром иммунодефицита коалы может передаваться потомству, а также передаваться другим коалам или видам животных. Вирус распространен у содержащихся в неволе коал. Фактически, в популяции содержащихся в неволе коал в Квинсленде 80 % смертей связаны с гаммаретровирусами. Эта колония находится в состоянии повышенной готовности, так как их популяции коал могут исчезнуть в ближайшем будущем, исследователи обеспокоены тем, что в Квинсленде может разразиться эпидемия.

## Ограничение распространения
Были обнаружены и предоставлены вакцины против различных гаммаретровирусов. В Намибии обитает самая большая популяция диких гепардов в мире, что делает её жизненно важной популяцией для понимания биологии и естественного поведения этого вида. В июне 2002 года исследователи начали тестирование животных на наличие вируса кошачьей лейкемии, поскольку возникла обеспокоенность тем, что вирусная инфекция может вызвать серьёзную проблему со здоровьем у популяции гепардов Намибии. В ходе этого тестирования были собраны антитела для разработки вакцины против вируса лейкемии кошек. Эта вакцина оказалась успешной у намибийских гепардов, поскольку 86 % вакцинированных гепардов дали положительный результат на антитела к вирусу кошачьей лейкемии. С таким высоким процентом вакцинированных гепарды находятся в состоянии, когда более чем достаточно популяции вакцинировано, чтобы предотвратить вспышку гаммаретровируса, такого как вирус кошачьей лейкемии.
Наряду с прививками среди животных распространена рестрикция гамма-ретровирусов и других типов ретровирусов. У многих хозяев есть ген, блокирующий цикл репликации ретровирусов, в том числе гаммаретровирусов. Этот ген был открыт с использованием невирулентного белка вируса мышиного лейкоза. Этот белок блокирует репликацию некоторых штаммов вируса мышиного лейкоза после обратной транскрипции. Ограничение вируса зависит от взаимодействия белка и вторгающегося вируса.